# Флоријан Алберт
Флоријан Алберт (мађ. Albert Flórián; Сантово, 15. септембар 1941 — Будимпешта, 31. октобар 2011) био је мађарски фудбалер. Играо је на позицији нападача и 1967. је био проглашен за Европског фудбалера године.

## Почеци
Алберт је рођен у породици ковача и одрастао је у месту Сантово поред границе са бившом Југославијом, данас Србијом. Први додир са фудбалском лоптом је имао, као и сва деца у његово време, на улици са друговима и својом двојицом браће. Када се касније Албертова породица преселила у Будимпешту, Алберт се придружио једном од најпопуларнијих прволигаша у Мађарској у то време ФК Ференцварошу, популарном Фрадију.

## Каријера
Флоријан Алберт је своју фудбалску каријеру провео само у једном клубу, Ференцварошу, где је играо у периоду од 1958. па све до 1974. године. Свој деби у првом тиму Фрадија је направио са 16. година. Само после две утакмице у првом тиму Фрадија, добио је позив да игра за репрезентацију своје земље, Мађарски национални тим. Са репрезентацијом је играо на Олимпијским играма 1960., Светском првенству у Чилеу, Светском првенству у Енглеској и на Европском првенству у Белгији.
За Ференцварош је одиграо 351 утакмицу и постигао је 256 голова, док је за репрезентацију одиграо 75 утакмица и постигао 32 гола.

## Признања
Са Ференцварошем је освојио четири шампионске титуле Мађарске
- 1963.
- 1964.
- 1967.
- 1968.

Са Ференцварошем је освојио један Куп Мађарске
- 1972.

У периоду проведеном у Ференцварошу је био и краљ стрелаца мађарског шампионата 
- 1960.  27’ (голова);
- 1961.  21’ (голова);
- 1965.  27’ (голова);.[2]

Са Ференцварошем је био победник Купа сајамских градова
- 1965.

Са Ференцварошем је био и краљ стрелаца Купа сајамских градова
- 1967.  8’ (голова);[3]

Са Мађарским националним тимом је освојио треће место на Олимпијским играма 1960., 
- 1960.

Са Мађарским националним тимом је постао краљ стрелаца на Светском првенству у Чилеу, (делио титулу са још 5 фудбалера). 
- 1962.  4’ (голова);
  - Најбољи стрелац

Са Мађарским националним тимом је освојио треће место на Европско првенство 1964., Мађарска репрезентација је играла у саставу: Сентмихаљи, Новак, Месељ, Ихас, Шољмоши, Шипош, Фаркаш, Варга, Алберт, Бене и Фењвеши.
- 1964.

За европског играча године, по Франс фудбалу., је проглашен 1967. а стадион његовог матичног клуба је у његову част 2007. године назван по њему Албертов стадион (Albert-stadium)
- 1967. Играч године